# Ulfo
Ulfo  è un nome proprio di persona italiano maschile.

## Varianti
- Femminili: Ulfa[1]

### Varianti in altre lingue
- Danese: Ulf[2][3], Uffe[2]
- Germanico: Vulf[4], Vulfo[4], Wolfo[4], Wolvo[4]
  - Femminili: Wolfa[4], Ulfa[4]
- Inglese: Wolf[2][3], Wolfe[2][3], Woolf[3], Woolfe[3]
- Islandese: Úlfur[2]
  - Femminili: Ylfa[5]
- Norreno: Úlfr[2][3]
- Norvegese: Ulf[2]
  - Femminili: Ylva[5]
- Svedese: Ulf[2]
  - Femminili: Ylva[5]
- Tedesco: Wolf[2], Wulf[2]
- Yiddish: װעלװל (Velvel)[2]

## Origine e diffusione

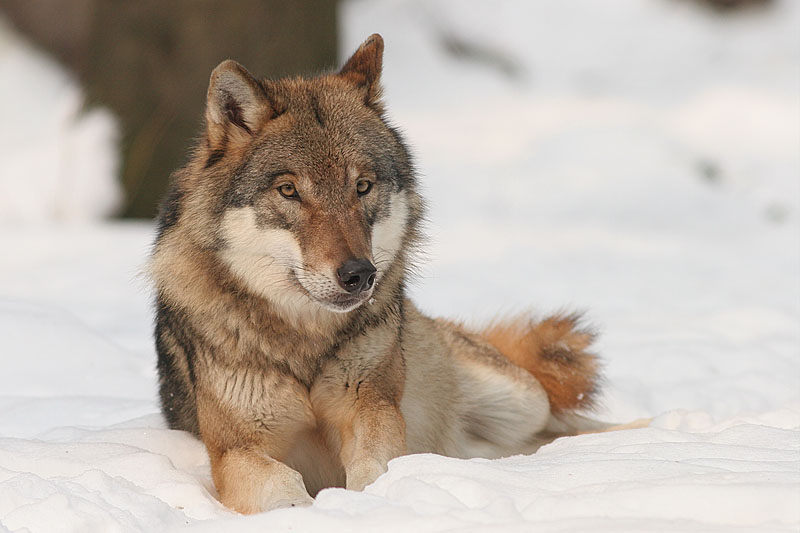
Un esemplare di lupo (Canis lupus)

Si tratta di un nome germanico, tratto direttamente dal termine wulfa (o wolf, vulfa, o úlfr in norreno), che vuol dire "lupo"; ha quindi lo stesso significato dei nomi Lupo, Vukašin, Farkas, Bleddyn e Boris.
In italiano è rarissimo, ricordato soltanto per ragioni storiche; è invece ben diffuso in altre lingue germaniche: in tedesco è attestato nella forma Wolf, che può anche essere un'abbreviazione di Wolfgang, Wolfram e altri nomi simili, ed è frequente nelle comunità ebraiche (dove si usa anche il diminutivo yiddish װעלװל, Velvel, "piccolo lupo", che è una forma vernacolare del nome Zeev). Nelle lingue scandinave è usata la forma Ulf, diretta discendente dell'epiteto norreno Úlfr. 
In Inghilterra anticamente sono documentate la forma anglosassone Wulf e quella norrena Úlfr; nel Medioevo Wolf era usato come soprannome, dal quale discendono alcuni cognomi, a loro volta ripresi come nomi dal XVI secolo.

## Onomastico
L'onomastico si può festeggiare il 22 gennaio in ricordo di sant'Ulfo, martire venerato a Troyes, oppure il 31 gennaio in memoria di santa Ulfia, eremitessa ad Amiens.

## Persone

### Variante Ulf

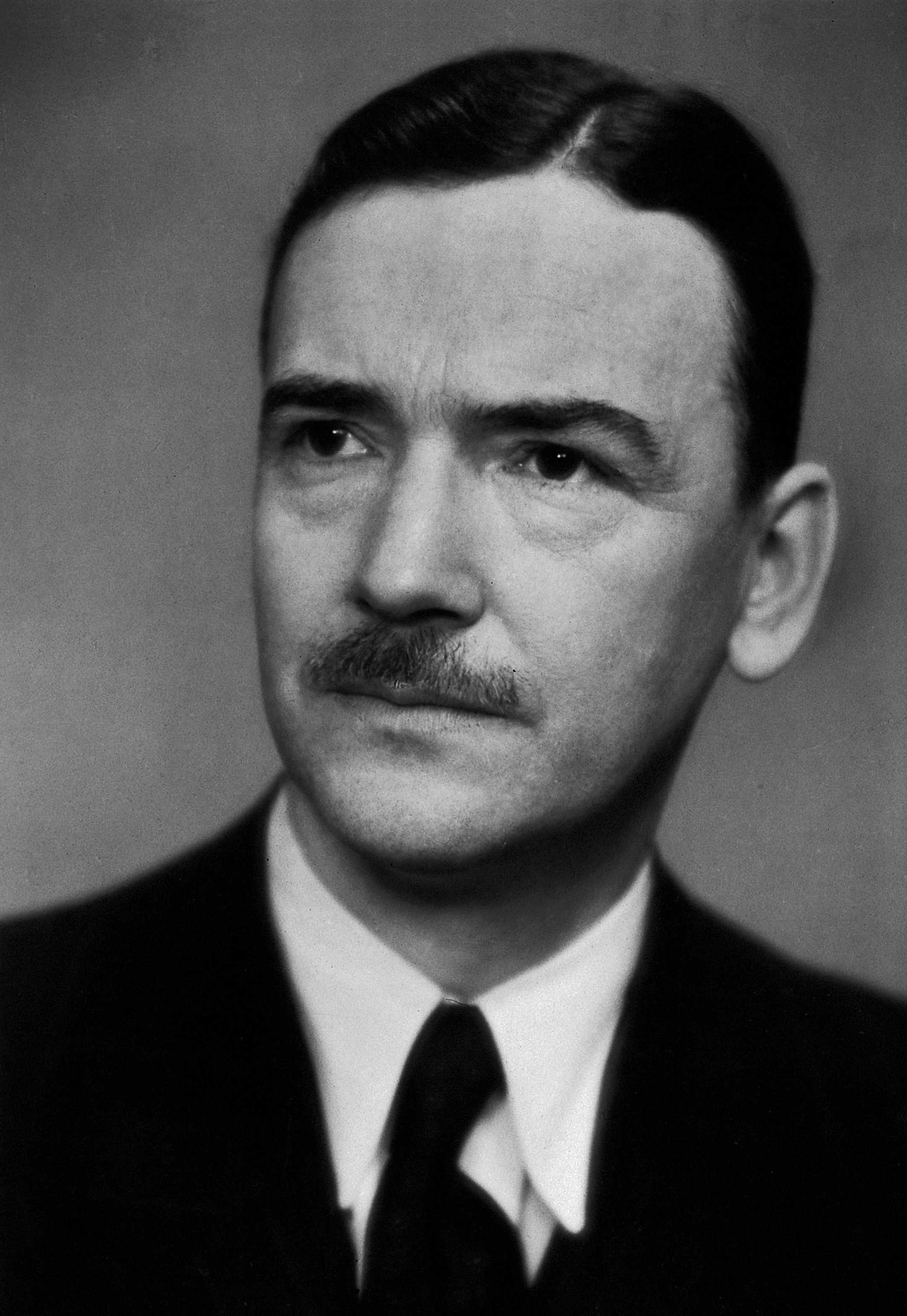
Ulf von Euler

- Ulf di Borresta, mastro runico vichingo
- Ulf Andersson, scacchista svedese
- Ulf Peter Hallberg, scrittore svedese
- Ulf Hannerz, antropologo svedese
- Ulf Kirsten, calciatore tedesco
- Ulf Kristersson, politico svedese
- Ulf Merbold, astronauta tedesco
- Ulf Palme, attore svedese
- Ulf Thorgilsson, jarl danese
- Ulf Timmermann, pesista tedesco
- Ulf von Euler, medico e farmacologo svedese

### Variante Wolf

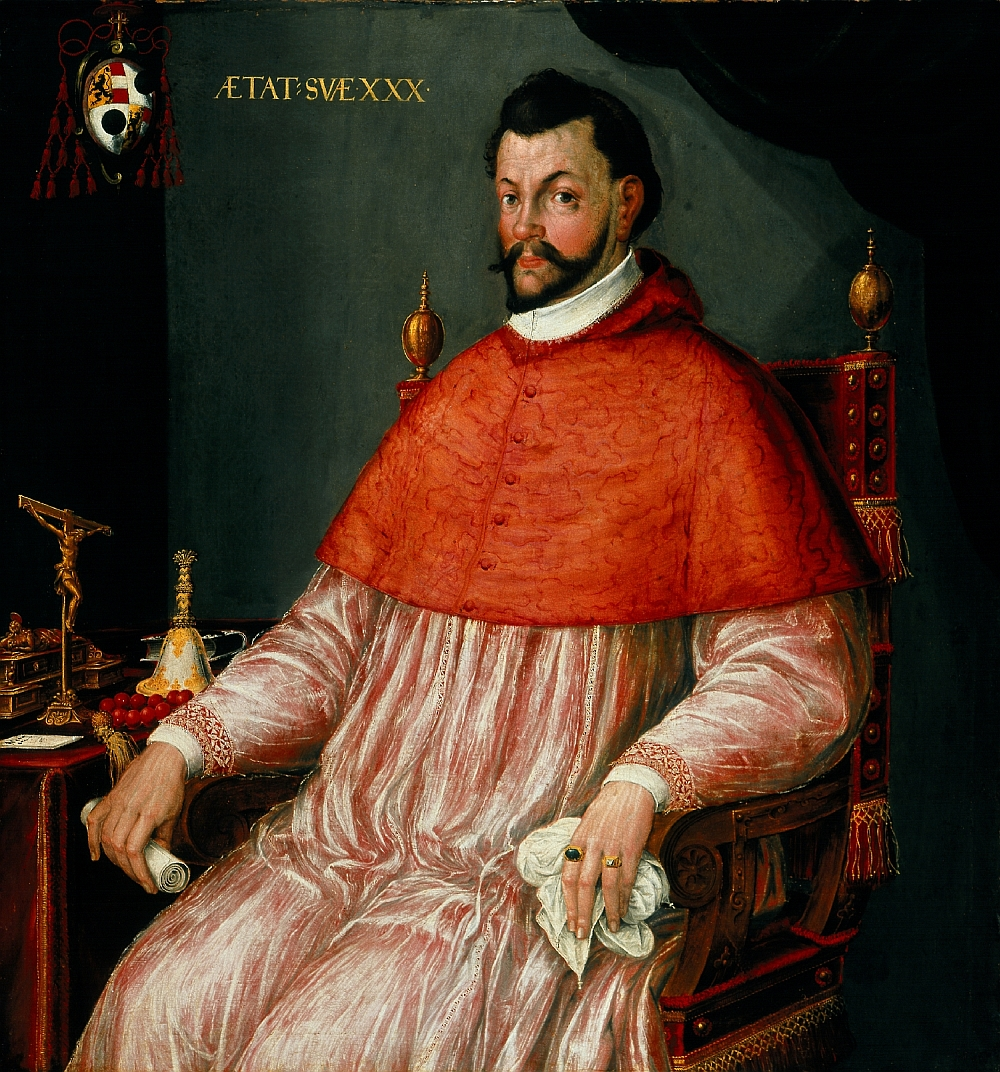
Wolf Dietrich von Raitenau

- Wolf Albach-Retty, attore austriaco
- Wolf Bachofner, attore austriaco
- Wolf Biermann, cantautore e poeta tedesco
- Wolf Hoffmann, chitarrista tedesco
- Wolf Huber, pittore, disegnatore e architetto austriaco
- Wolf Leslau, linguista polacco naturalizzato statunitense
- Wolf Dietrich von Ems zu Hohenems, nobile austriaco
- Wolf Dietrich von Raitenau, arcivescovo cattolico tedesco
- Wolf Vostell, pittore, scultore e artista tedesco
- Wolf Werner, calciatore e allenatore di calcio tedesco

### Altre varianti maschili
- Wulf Brunner, atleta tedesco
- Úlfr Uggason, scaldo islandese

### Variante femminile Ylva
- Ylva Johansson, politica svedese
- Ylva Lindberg, hockeista su ghiaccio svedese
- Ylva Nowén, sciatrice alpina svedese
- Ylva Stålnacke, sciatrice alpina svedese

## Il nome nelle arti
- Wolf O'Donnell è un personaggio della serie di videogiochi Star Fox.
- Wolf Sazen è un personaggio dell'universo espanso di Guerre stellari.